# Nothing Can Stop Us
Nothing can stop us is het vierde soloalbum van de Britse progressieve rock-musicus Robert Wyatt.
Het album komt uit lange tijd na het vorige album.
Nothing can stop us bevat eigenlijk een verzameling van losse nummers, een aantal daarvan zijn in de tachtiger jaren ook uitgebracht als singles. De nummers zijn met name covers. In de nummers klinkt de actieve politieke betrokkenheid van Wyatt door, niet altijd in de tekst, maar wel in de manier van presenteren. Aan de standaard liedjes wordt een politiek component toegevoegd, in Born again Cretin bijvoorbeeld wordt geageerd tegen het opgesloten houden van Nelson Mandela.
Caimanera is Wyatts versie van het Cubaanse Guantanamera. De gedrevenheid, de trots en opstandigheid die het origineel kenmerken, komen in ook in zijn versie naar boven. Red Flag is een traditioneel socialistisch lied, door Wyatt ontdaan van overbodige ballast, Wyatt laat met name de muzikale waarde ervan op de voorgrond treden.

## Tracklist
1. Born again Cretin – 3:08 (Robert Wyatt)
2. At last I am Free – 4:15 (Edwards/Rodgers)
3. Caimanera – 5:20 (Cubaans traditioneel)
4. Grass – 2:38 (Ivor Cutler)
5. Stalin wasn't stallin' – 2:59 (B. Johnson)
6. Red Flag – 3:07 (traditioneel)
7. Strange Fruit – 3:35 (Lewis)
8. Arauco – 4:33 (Victor Parra)
9. Trade Union * – 3:42 (Abdus Salique)
10. Stalingrad ** – 5:33

Bij het opnieuw uitbrengen van de muziek op CD is later nog een nummer toegevoegd:

11. Shipbuilding - 2:59 (Elvis Costello/C. Langer)
Alle songs worden door Wyatt uitgevoerd, behalve:

* Uitgevoerd door Disharhi: Abdus Salique, Esmail Shek, Kadir Durvesh

** Peter Blackman leest zijn eigen gedicht voor

## Bezetting
- Robert Wyatt, zang, keyboard, percussie en nog veel meer instrumenten speelt het meeste op het album, hij wordt geassisteerd door:

- Bill MacCormick / basgitaar (3,8)
- Harry Beckett / flugerhorn (3)
- Mogotsi Mothle / bas (2,7)
- Frank Roberts / keyboard (2,7)
- Esmail Shek / tabla (4,9)
- Kadir Durvesh / shehnai (4,9)